# Raines
Raines est une série télévisée américaine en sept épisodes de 42 minutes, créée par Graham Yost et diffusée entre le 15 mars 2007 et le 27 avril 2007 sur le réseau NBC.
En France, la série a été diffusée à partir du 16 mars 2008 sur Canal+.

## Synopsis
Cette série met en scène un policier atypique de Los Angeles : il imagine qu'il voit et communique avec les fantômes de personnes décédées (principalement les victimes des meurtres sur lesquels il enquête). Il est pleinement conscient de sa psychose et sait que ces fantômes sont une émanation de son esprit, ils n'en savent ni n'en disent pas plus que ce que sait déjà Raines.

## Distribution

### Personnages principaux
- Jeff Goldblum (VF : Richard Darbois) : Michael Raines
- Matt Craven (VF : Bernard Lanneau) : Daniel Lewis
- Nicole Sullivan (VF : Anne Dolan) : Carolyn Crumley
- Linda Park (VF : Laurence Dourlens) : Sally Lance
- Dov Davidoff (en) (VF : Bruno Choël) : Remy Boyer
- Malik Yoba (VF : Emmanuel Jacomy) : Charlie Lincoln
- Madeleine Stowe (VF : Martine Irzenski) : Dr Samantha Kohl

### Invité
- Chris Diamantopoulos (VF : Fabien Jacquelin) : Andrew Carver (épisode 7)

## Épisodes
1. Paroles de victimes (Pilot)
2. Eaux troubles (alias : Mort sous X) (Meet Juan Doe)
3. Identité volée (Reconstructing Alice)
4. Coup de crayon (Stone Dead)
5. La femme du juge (alias : Strictement personnel) (The Fifth Step)
6. Au-delà des preuves (alias : Le loup et la fillette) (Inner Child)
7. Sabotage (Closure)